# تيفست
تيفست مستعمرة رومانية تقع في الوقت الحاضر في تبسة في الجزائر.